# 矢沢秀周
矢沢 秀周（やざわ ひでちか、1967年 - ）は日本の構造家。エーピーエヌ設計。福島県いわき市出身。

## 学歴
- 昭和61年 3月　福島県立磐城高等学校卒業
- 昭和62年 4月　日本大学理工学部建築学科入学
- 平成 5年 3月　日本大学理工学部建築学科卒業

卒業研究テーマ：矩形開口を有するプレストレストコンクリート梁の破壊性状に関する実験的研究（指導教官：本岡順二郎教授）

## 職歴
- 平成 5年 4月　有限会社中山建築設計事務所（東京都神田）入社
- 平成 7年 3月　同社退社
- 平成 7年 4月　株式会社鈴木建築事務所（東京都岩本町）入社
- 平成12年 2月　同社退社
- 平成12年 3月　エーピーエヌ設計　設立
- 平成12年12月　有限会社エーピーエヌ設計一級建築士事務所　代表取締役
- 平成17年 8月　エーピーエヌ設計株式会社一級建築士事務所　代表取締役
- 平成 8年 1月　一級建築士取得
- 平成11年12月　既存学校建物の耐力度測定講習会修了
- 平成12年12月　JSCA建築構造士取得
- 平成19年 4月　構造計算適合性判定員合格
- 平成21年 3月　構造設計一級建築士取得

## 所属団体
- 社団法人日本建築学会　正会員
- 社団法人埼玉建築士会　正会員
- 社団法人埼玉県建築士事務所協会　正会員　支部役員
- 社団法人日本建築構造技術者協会（JSCA）　正会員　支部役員
- 社団法人東京構造設計事務所協会（ASDO）　正会員　理事
- 埼玉中小企業家同友会　正会員
- 越谷市商工会　正会員
- 越谷法人会　正会員